# El niño pez
El niño pez es una película dramática argentina de 2009 dirigida por Lucía Puenzo y protagonizada por Inés Efron y Mariela "Emme" Vitale. Está basada en el libro homónimo de Lucía Puenzo. Tuvo su estreno en la sección Panorama Special de la Berlinale.

## Argumento
Lala, una adolescente que vive en el barrio más exclusivo de Buenos Aires, está enamorada de La Guayu, la trabajadora doméstica que trabaja en su casa. Sueñan con irse a vivir a Paraguay, a las orillas del lago Ypoá.

## Reparto
- Inés Efron: Lala
- Emme: Ailín, la Guayi
- Arnaldo André: Sócrates, padre de Ailín
- Pep Munné: juez Bronté, padre de Lala
- Diego Velázquez: el Vasco
- Carlos Bardem: comisario Pulido
- Sandra Guida: Felicitas
- Julián Doregger: Nacho, hermano de Lala
- Paloma Contreras

## Recepción
Juan Pablo Russo, crítico del portal Escribiendo Cine, menciona que Puenzo presenta una de las películas más impredecibles en mucho tiempo, con un final sorpresivo, y destaca el ritmo vertiginoso que la vuelve dinámica e intrigante. Para la revista Imagofagia, María José Puente destaca que tanto El niño pez como la anterior película de Puenzo, XXY, ofrecen una mirada alternativa a las representaciones estereotipadas de la mujer en el cine, y explora lo que ocurre cuando una mujer es el espejo de otra mujer. Laura Lucchini, escritora de El País, destacó la transformación de la película de ser un drama romántico a una road movie que toca temas como el incesto, la corrupción policial, conflictos generacionales, entrenamiento de perros y el secretismo en una relación lésbica. A la vez, describió en su reseña la reacción de las audiencias en la función de la Berlinale: varias personas dejaron la sala, y al final hubo un aplauso prolongado, y que ante las preguntas crueles de la audiencia Puenzo respondió de manera precisa, completa y divertida.

## Premios y reconocimientos
| Año  | Festival                                                          | Categoría                          | Nominación                                    | Resultado |
| ---- | ----------------------------------------------------------------- | ---------------------------------- | --------------------------------------------- | --------- |
| 2010 | Asociación de Cronistas Cinematográficos de la Argentina          | Mejor revelación femenina          | Emme                                          | Nominada  |
| 2010 | Asociación de Cronistas Cinematográficos de la Argentina          | Mejor guion adaptado               | Lucía Puenzo                                  | Nominada  |
| 2010 | Asociación de Cronistas Cinematográficos de la Argentina          | Mejor música                       | Andrés Goldstein, Daniel Tarrab, Laura Zisman | Nominados |
| 2009 | Festival de Málaga                                                | Mejor película                     | El niño pez                                   | Nominada  |
| 2009 | Festival de Málaga                                                | Premio especial del Jurado         | El niño pez                                   | Ganadora  |
| 2009 | Festival de Málaga                                                | Mejor fotografía                   | Rodrigo Pulpeiro                              | Ganador   |
| 2009 | Festival de Cine Amantes - Torino LGBTQI Visions                  | Mejor película                     | El niño pez                                   | Ganadora  |
| 2009 | Festival de Cine de Tribeca                                       | Mejor película                     | El niño pez                                   | Nominada  |
| 2009 | Academia de las Artes y Ciencias Cinematográficas de la Argentina | Mejor película                     | El niño pez                                   | Nominada  |
| 2009 | Academia de las Artes y Ciencias Cinematográficas de la Argentina | Mejor dirección                    | Lucía Puenzo                                  | Nominada  |
| 2009 | Academia de las Artes y Ciencias Cinematográficas de la Argentina | Mejor actriz protagónica           | Emme                                          | Nominada  |
| 2009 | Academia de las Artes y Ciencias Cinematográficas de la Argentina | Mejor dirección de arte            | Mercedes Alfonsín                             | Nominada  |
| 2009 | Academia de las Artes y Ciencias Cinematográficas de la Argentina | Mejor fotografía                   | Rodrigo Pulpeiro                              | Nominado  |
| 2009 | Academia de las Artes y Ciencias Cinematográficas de la Argentina | Mejor montaje                      | Hugo Primero                                  | Nominado  |
| 2009 | Academia de las Artes y Ciencias Cinematográficas de la Argentina | Mejor maquillaje y caracterización | Marisa Amenta                                 | Nominada  |
| 2009 | Academia de las Artes y Ciencias Cinematográficas de la Argentina | Mejor actriz revelación            | Emme                                          | Nominada  |
| 2009 | Academia de las Artes y Ciencias Cinematográficas de la Argentina | Mejor guoin adaptado               | Lucía Puenzo                                  | Nominada  |
| 2009 | Academia de las Artes y Ciencias Cinematográficas de la Argentina | Mejor sonido                       | Fernando Soldevila                            | Nominado  |